# ʿAbd ar-Razzāq as-Sanhūrī
ʿAbd ar-Razzāq as-Sanhūrī (arabisch عبد الرزاق السنهوري; geb. 1895 in Alexandria; gest. 1971 in Kairo) war ein ägyptischer Jurist und Gelehrter, der allgemein als der prominenteste Jurist in der modernen ägyptischen Geschichte gilt. Sein Name ist untrennbar mit dem überarbeiteten ägyptischen Gesetzbuch zum Zivilrecht von 1948 verknüpft, was jedoch keineswegs sein einziger Beitrag zur ägyptischen Rechtskultur war.

## Leben
Sanhuri war Richter am Gemischten Gerichtshof in al-Mansura, dann von 1949 bis 1954 Präsident des ägyptischen Staatsrates.
Er gehörte der Saʿdī-Partei an, die nach einem Zerwürfnis innerhalb der Wafd-Partei gebildet worden war.
Sein umfangreicher al-Wasīṭ fī šarḥ al-qānūn al-madanī al-ǧadīd (Mittlerer Kommentar zum neuen Gesetzbuches zum Zivilrecht) ist ein Kommentar zum neuen Zivilgesetzbuch (al-Qānūn al-madanī).
Er studierte in den 1920er-Jahren bei dem französischen Juristen Édouard Lambert, der auch das Vorwort zu seinen frühen französischsprachigen Werken schrieb, darunter das Werk über das Kalifat (Le Califat, 1926) und arbeitete auch später mit ihm zusammen.
Neben Ägypten war er auch an der Kodifizierung des Rechtes in anderen arabischen Ländern (Irak, Syrien und Libyen) beteiligt.
Seine Memoiren wurden von seiner Tochter Nadia veröffentlicht, sie erschienen in Kairo im Verlag Dar Al-Shuruq.

## Schriften
- al-Wasīṭ fī šarḥ al-qānūn al-madanī al-ǧadīd
- Les restrictions contractuelles à la liberté individuelle de travail dans la jurisprudence anglaise. : Contribution à l'étude comparative de la règle de droit et du standard juridique. / A. A. Al Sanhoury. Avec une préf. de Édouard Lambert. - Paris : Giard, 1925 (Bibliothèque de l'Institut de droit comparé de Lyon : Études et documents ; 10)
- Le Califat, son évolution vers une Société des nations orientales. Préface de Édouard Lambert. Paris : Librairie orientaliste Paul Geuthner, 1926 (Travaux du séminaire oriental d’études juridiques et sociales. Tome 4) (Review von O. G. v. Wesendonk, Weltwirtschaftliches Archiv 27. Bd., (1928), pp. 145–147 - Teilansicht)